# Retournement d'iceberg
Le retournement d'iceberg ou basculement d'iceberg est le réajustement de la position d'un iceberg lié au déplacement de son centre de gravité en raison d'une fonte différentielle entre ses différentes faces et entre ses parties immergées et émergées ou encore de sa fragmentation. Le basculement peut se faire en partie ou en totalité, l'iceberg inversant alors son sommet et sa base. Au cours de son retournement, des fragments de glace plus ou moins importants peuvent se détacher de l'iceberg.
Le retournement d'iceberg est un phénomène fréquent, notamment pour les plus gros, et il constitue un danger pour la navigation et pour les zones côtières, les retournements des icebergs les plus imposants pouvant provoquer des tsunamis et des parties immergées pouvant surgir subitement de l'eau et entrer en collision avec des navires. Les populations du Groenland et notamment celles riveraines des fjords glacés sont particulièrement exposées.